# 渡部五月
渡部 五月（わたべ さつき）は、北海道江別市出身の日本の柔道家。現役時代は56kg級の選手。

## 人物
野幌高校2年の時には体重別選手権の56kg級決勝で児島高校2年の藤本涼子を破って優勝を飾った。3年の時には体重別選手権の決勝で井筒景子を破って優勝を飾り、世界選手権の代表に選出された。ウィーンで行われた世界選手権では初戦でオーストラリアのスザンヌ・ウイリアムスに敗れるも、その後敗者復活戦を勝ち上がり3位決定戦でフランスのカトリーヌ・アルノーと対戦するが敗れて5位にとどまった。福岡国際では3位に入った。1985年に北海道女子短大へ進むと、強化選手選考会では決勝で国際武道大学3年の加古智美を破って優勝を果たした。東京の講道館で開催されたアジア選手権と環太平洋柔道選手権大会ではそれぞれ3位だった。体重別選手権では決勝で国際武道大学職員の中西美智子に敗れて3連覇はならなかった。福岡国際では昨年に続いて3位となった。1986年の体重別選手権では3位だった。

## 主な戦績
- 1983年 - 体重別選手権　優勝
- 1984年 - 体重別選手権　優勝
- 1984年 - 世界選手権　5位
- 1984年 - 福岡国際　3位
- 1985年 - 強化選手選考会　優勝
- 1985年 - アジア選手権　3位
- 1985年 - 環太平洋柔道選手権大会　3位
- 1985年 - 体重別選手権　2位
- 1985年 - 福岡国際　3位
- 1986年 - 体重別選手権　3位

(出典、JudoInside.com)